# AN/APQ-72
AN/APQ-72 är en radar tillverkad av amerikanska Westinghouse. Radarn används i McDonnell Douglas F-4B Phantom II.

## Bakgrund

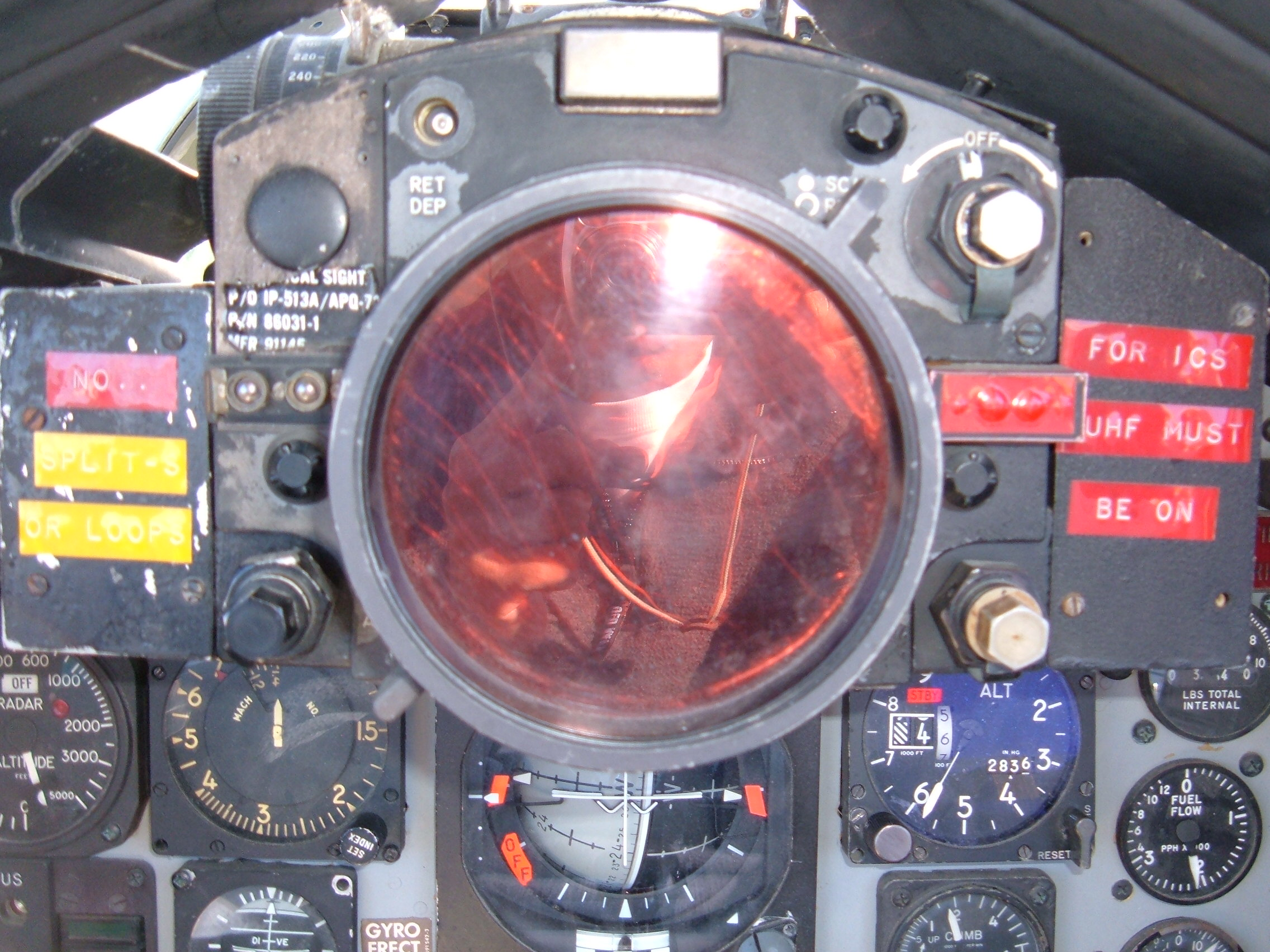
Pilotinstrument kopplat till radarn i en F-4N.

AN/APQ-72 är en vidareutveckling av radarsystemet AN/APQ-50, där man ändrade diametern på antennen från 61 cm till 81 cm. Radarn fick ersätta AN/APQ-50 i F-4 Phantom. Dessutom försågs den med en AN/APA-128 målbelysningssändare för att kunna använda jaktroboten AIM-7 Sparrow.
Radarn testades ombord ett Douglas F3D Skyknight i början av 1960-talet. Sedan introducering har radarn tillverkats i över 5 000 exemplar. 